# Бабенко Станіслав Григорович
Станісла́в Григо́рович Бабе́нко (4 січня 1947) — народний депутат України 1-го скликання.

## Біографія
Станіслав Григорович народився 4 січня 1947 року в селі Матросове, Дніпропетровська область, УРСР в селянській родині, українець. 
У 1972 році закінчив Харківський інститут громадського харчування, за спеціальністю інженер-технолог.
Навчався в ПТУ, міста Дніпропетровськ; працював кухарем підприємства громадського харчування; заступник голови правління облспоживспілки, Дніпропетровського ОК КПУ.
1986 — заступник голови правління Спілки споживчих товариств України.
1991 — голова правління Центрспоживспілки України; голова Укоопспілки.
Висунутий кандидатом у народні депутати трудовим колективом Виноградівського промислового комбінату.
25 квітня 1993 року обраний народним депутатом України (Закарпатська область, Виноградівський виборчий округ № 170, 1-й тур — 61,3 %, 3 претенденти).
- Закарпатська область
- Виноградівський виборчий округ № 170
- Дата прийняття депутатських повноважень: 4 травня 1993 року.
- Дата припинення депутатських повноважень: 10 травня 1994 року.

Член Комісії ВР України з питань соціальної політики та праці.
Кандидат в народні депутати України III скликання Верховної Ради.
Одружений, є діти.